# جاكي سانت جيمس
جاكي سانت جيمس (بالإنجليزية: Jacky St. James)‏ هي كاتبة سيناريو وممثلة أمريكية، ولدت في 15 أكتوبر 1976 في فرجينيا الشمالية في الولايات المتحدة.

## وصلات خارجية
- جاكي سانت جيمس على موقع IMDb (الإنجليزية)
- جاكي سانت جيمس على موقع قاعدة بيانات الفيلم (الإنجليزية)